# Arkadi Moissejewitsch Waispapir
Arkadi Moissejewitsch Waispapir (russisch Аркадий Моисеевич Вайспапир Arkadij Moise’evič Wajspapir; * 23. Dezember 1921 in der Südukraine; † 11. Januar 2018 in Kiew, Ukraine) war ein Überlebender des Holocaust, der als sowjetischer Kriegsgefangener aktiv am bewaffneten Aufstand von Sobibór am 14. Oktober 1943 im Vernichtungslager Sobibór (vor und nach dem 2. Weltkrieg: in Polen) beteiligt war. Waispapir tötete gemeinsam mit dem 17-jährigen Yehuda Lerner den Kommandanten des 90 bis 100 Mann starken ukrainischen Wachkommandos, den SS-Mann Siegfried Graetschus, und den Trawniki-Mann Rai Klatt, einen ukrainischen Wachsoldaten.

## Soldat
Waispapir wurde am 15. September 1941 als Soldat der Roten Armee schwer verwundet gefangen genommen und kam bei Kiew in ein Lazarett. Dort wurde festgestellt, dass er ein Jude war. Nach seiner Genesung wurde er in ein Konzentrationslager bei Minsk gebracht. Anschließend kam er am 22. September 1943 mit 80 weiteren sowjetischen Kriegsgefangenen ins Vernichtungslager Sobibór. Dort wurde er gezwungen, beim Aufbau der Baracken des Lagers IV mitzuarbeiten.

## Beteiligung am Aufstand
Nach der Ankunft der 80 sowjetischen Soldaten hatte der für seine Brutalität bekannte SS-Oberscharführer Gustav Franz Wagner dem Lagerkommandanten Karl Frenzel empfohlen, die Kriegsgefangenen umgehend zu töten. Frenzel lehnte dies ab, da er sie als Arbeitskräfte benötigte. Mit den Rotarmisten kam Alexander Petscherski nach Sobibor, der mit Leon Feldhendler gemeinsam ein Untergrundkomitee zur Flucht aus dem Vernichtungslager bildete. Die sowjetischen Soldaten waren in Kriegstaktik ausgebildet und kampferfahren, sie konnten bewaffnete Maßnahmen diszipliniert planen und durchführen. Petscherski bestimmte den Soldaten Waispapir dazu, Graetschus und Klatt auszuschalten. Waispapir und der 17-jährige Yehuda Lerner erschlugen Graetschus mit einem Beil. Nachdem sie die Leiche versteckt hatten, kam Rai Klatt, der Oberwachmann der Trawniki, an den Ort des Geschehens, wo er gemeinsam von Waispapir und Lerner getötet wurde. Beiden SS-Männern nahmen sie ihre Walther-Pistolen ab und meldeten Petscherski, dass sie ihre Aufträge erledigt hatten.

## Nach dem Aufstand
Von den etwa 600 fluchtbereiten Lagerinsassen gelang etwa 150 die Flucht bis zum schützenden Waldrand. Ein Großteil starb noch im Lager durch den Kugelhagel der Trawniki-Männer und der fünf überlebenden SS-Männer oder kam im verminten Gelände außerhalb des Lagers ums Leben. Die SS und Polizeieinheiten suchten die Umgebung nach den Geflohenen ab und töteten viele von ihnen. Das Ende des Krieges erlebten nur 47 Personen aus diesem Vernichtungslager, darunter Waispapir.